# Geranium canopurpureum
Geranium canopurpureum är en näveväxtart som beskrevs av Peter Frederick Yeo. Geranium canopurpureum ingår i släktet nävor, och familjen näveväxter. Inga underarter finns listade i Catalogue of Life.